# Oedemera monticola
Oedemera monticola es una especie de coleóptero de la familia Oedemeridae.

## Distribución geográfica
Habita en Ucrania.